# Ferdinand Foch

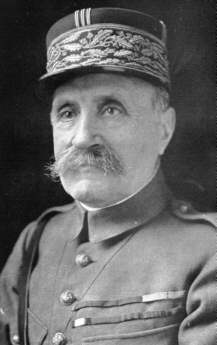
Ferdinand Foch

Ferdinand Foch (en occità Ferdinand Foish) (Tarba, Migdia-Pirineus, 2 d'octubre, 1851 – 20 de març, 1929) fou un militar francès. Comandant en cap dels exèrcits Aliats durant la Primera Guerra Mundial. Dins l'exèrcit era vist de tendència catòlica.

## Biografia
S'allistà a la infanteria francesa en 1870, combatent en la Guerra francoprussiana. En 1871 ingressa en l'Acadèmia militar francesa, on hi fou destinat a la secció d'artilleria en 1873.
Publicà "Des Principes de la Guerre" ("Els Principis de la Guerra") el 1903, i "De la Conduite de la Guerre" ("Sobre la conducta de la Guerra") el 1904.
Quan va esclatar la Primera Guerra Mundial, liderà el XXX Exèrcit a Nancy l'agost del 1914. Poc després fou designat cap del novè exèrcit, deturà l'ofensiva alemanya del Marne a Saint-Gond i com a ajudant de Joseph Joffre defensà Ieper. El 1915 fou nomenat cap dels exèrcits del nord i dirigí les ofensives d'Artois. El 1916 lluità a la batalla del Somme, però el fracàs de l'ofensiva provocà la seva caiguda i la de Joffre. Nogensmenys, el 1917 Henri Philippe Pétain el nomenà cap d'estat major i generalíssim dels exèrcits aliats al front occidental (març del 1918).
Va contenir l'avenç de les forces alemanyes durant l'Ofensiva de Primavera del 1918 en la Segona Batalla del Marne, el juliol del 1918, dirigint el contra-atac que es convertiria en la llavor de la derrota alemanya. En juliol del 1918 fou nomenat Mariscal de França, i més tard acceptà l'armistici alemany el novembre. Tant pel seu consell durant la Guerra russopolonesa de 1920 com per la pressió sobre Alemanya durant la revolta en Polònia, fou honorat amb el títol de Mariscal de Polònia. També fou nomenat Mariscal de Camp britànic el 1919.
Quan l'armistici de Compiègne fou convertit en memorial nacional, s'hi va erigir una estàtua en honor de Foch. Anecdòticament, l'estàtua de Foch fou l'únic monument que no van destruir els nazis quan dinamitaren Compiègne.